# Mešita Al-Husajní (Ammán)
Mešita Al-Husajní (arabsky المسجد_الحسيني‎) se nachází v samém centru Ammánu, hlavním městě Jordánska. Stojí na rohu ulice krále Faisála a Ulice krále Talála. Jedná se o nejstarší stavbu svého typu ve městě. 
Mešita nese název Husajna ibn Alího al-Hášímího, zbudována byla za vlády jordánského krále Abdalláha I.
Stavba je dlouhá 58,5 metrů a dlouhá 12,5 metru. Má přední terasu a dvě boční sloupoví. Mešita má dva minarety; jeden o výšce 70 metrů a druhý o výšce 35 metrů. 

## Historie
Mešita Al-Husseini je druhou stavbou, která byla zbudována po vzniku města Ammánu jako samostatného moderního města. Předcházela mu pouze výstavba Raghadanského paláce. Dokončena byla roku 1923. Při jejím vzniku získala i fond čtyř tisíc knih, které umožnily založit knihovnu působící při mešitě. Knihy daroval Rida Tavfík.
Mešita vznikla na místě trosek obdobné stavby ze 7. století n. l., která vznikla za vlády dynastie Umajjovců. Dle historických fotografií zůstala z původní stavby jediná zeď. Její podoba je nicméně známá z knihy cestovatele Abú Abdulláha Muhammada ibn Ahmada al-Makidísího. Stavba byla zbudována z kamene a nádvoří před samotným svatostánkem bylo dlážděné barevnými kostkami. Vzhledem k tomu, že před výstavbou nového svatostánku v 20. letech 20. století neproběhl žádný archeologický výzkum, byly početné staletí staré artefakty nejspíše zničeny při stavebních pracích.
Východní minaret mešity se zřítil při zemětřesení v roce 1927. Věž byla následně obnovena a její střecha dokončena z dřeva. 
Původní nádvoří před mešitou bylo rozšířeno ve 40. letech 20. století. Rozsáhlé renovace stavby byly uskutečněny v letech 1986 a 1987. V souvislosti s úpravami středu města na začátku 21. století bylo veřejné prostranství před mešitou předlážděno.
Imámem mešity byl od roku 1979 až do své smrti v roce 2020 Ismaíl Samúl.

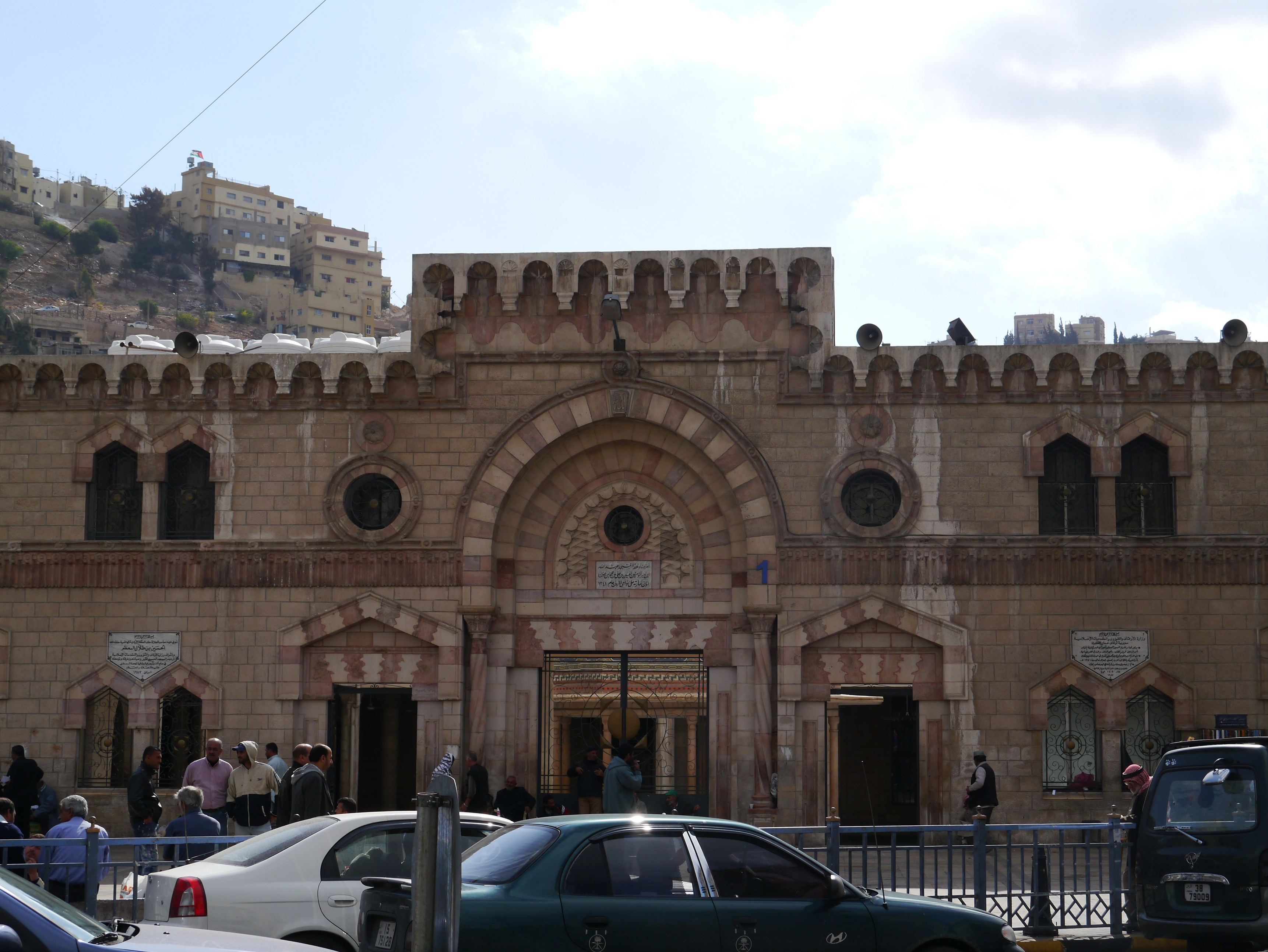
Průčelí stavby
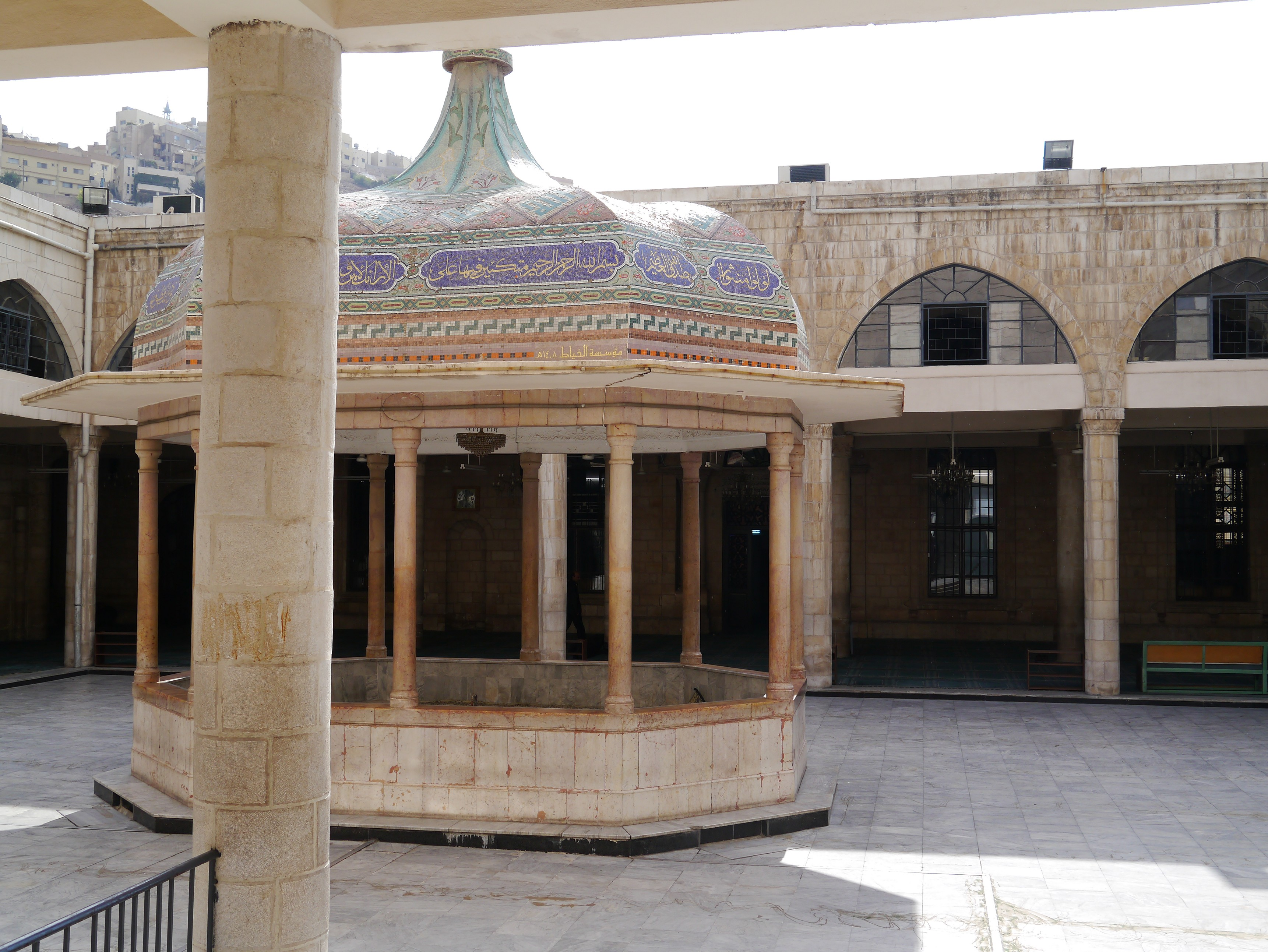
Nádvoří objektu
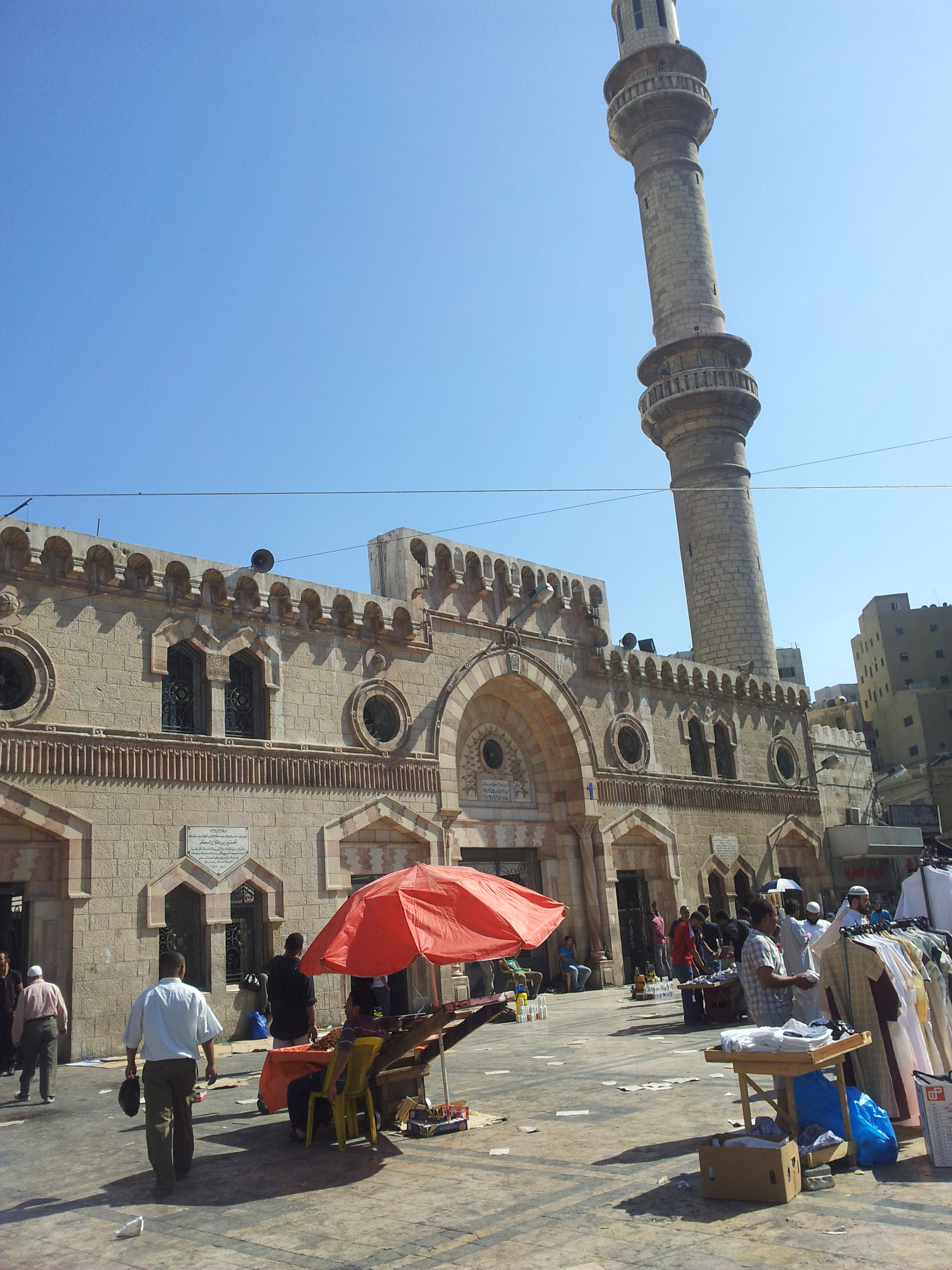
Průčelí stavby s minaretem.
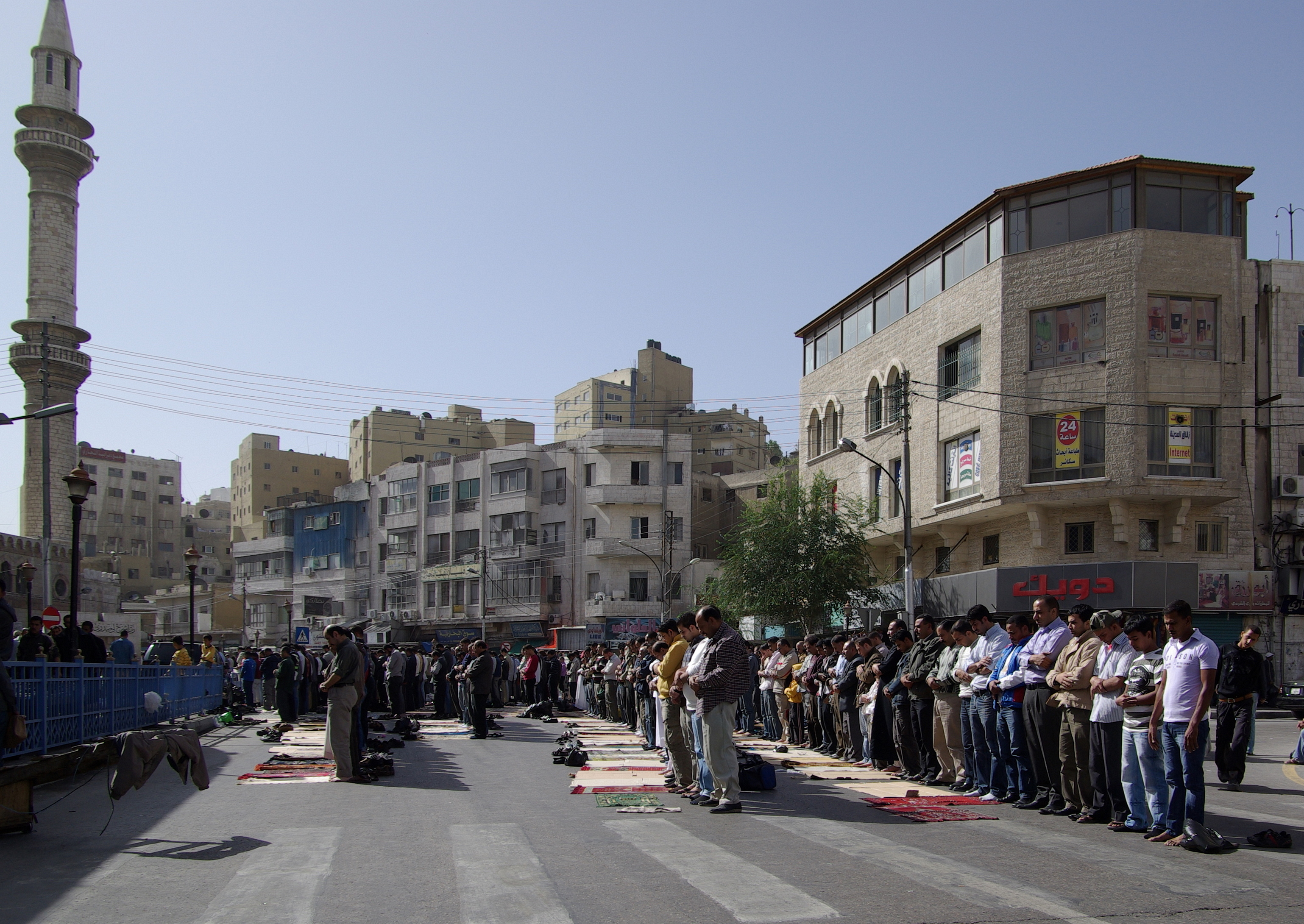
Ulice krále Talála před mešitou
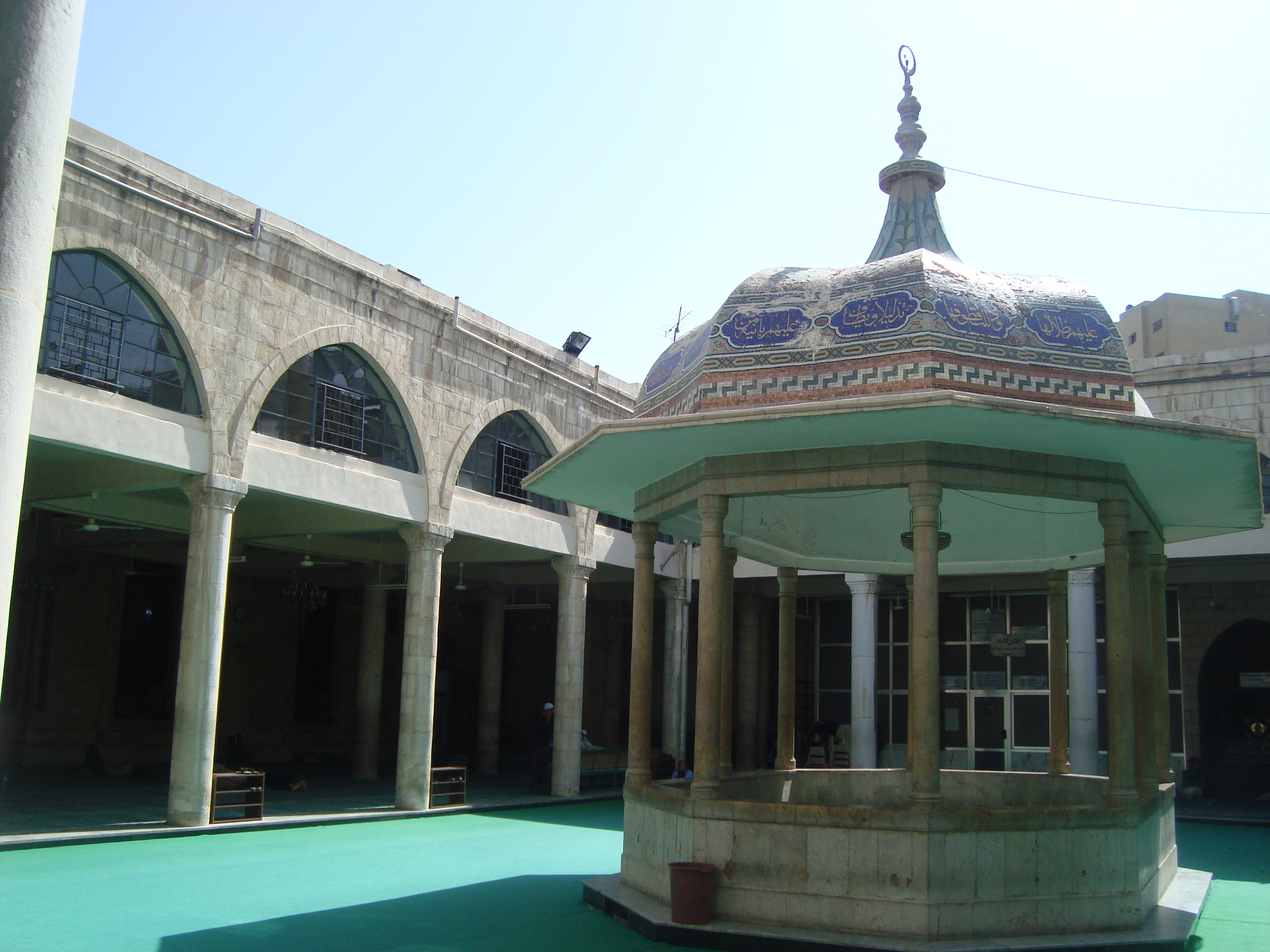
Nádvoří